# Sepulchre Beck
Der Sepulchre Beck ist ein Fluss in Cumbria, England. Der Sepulchre Beck entsteht östlich von Broughton Moor und fließt zunächst in einer generell östlichen Richtung. Nach dem Unterqueren der A594 wendet der Fluss sich nach Norden und mündet am südöstlichen Ortsrand von Row Brow in den Row Beck.